# آلن اسمیت (بازیکن فوتبال، زاده ۱۹۶۶)
آلن اسمیت (انگلیسی: Alan Smith؛ زادهٔ ۷ دسامبر ۱۹۶۶) بازیکن فوتبال اهل بریتانیا است.
از باشگاه‌هایی که در آن بازی کرده‌است می‌توان به باشگاه فوتبال شفیلد ونزدی اشاره کرد.